# Patrick Durand
Patrick Durand est un chef décorateur et directeur artistique du cinéma français.

## Filmographie

### Cinéma
- 1988 : L'Âne qui a bu la lune de Marie-Claude Treilhou
- 1991 : Border line de Danièle Dubroux
- 1992 : Parfois trop d'amour de Lucas Belvaux
- 1993 : Grand Bonheur de Hervé Le Roux
- 1993 : Lumière noire de Med Hondo
- 1995 : Exentric paradis de Yann Fisher lester
- 1995 : Journal du séducteur  de Danièle Dubroux
- 1998 : L'Arrière pays  de Jacques Nolot
- 1998 : L'Examen de minuit  de Danièle Dubroux
- 1998 : Préférence  de Grégoire Delacourt
- 1999 : C'est quoi la vie ?  de François Dupeyron
- 2000 : La Chambre des officiers  de François Dupeyron
- 2000 : L'Affaire Marcorelle de Serge Le Peron
- 2000 : On appelle ça... le printemps de Hervé Le Roux
- 2002 : La Chatte à deux têtes de Jacques Nolot
- 2002 : Lovely Rita de Stephane Clavier
- 2003 : Inguélézi  de François Dupeyron
- 2003 : Monsieur N  d'Antoine de Caunes
- 2005 : J'ai vu tuer Ben Barka  de Serge Le Peron
- 2005 : Le Passager   d'Éric Caravaca
- 2005 : Poltergay  d'Éric Lavaine
- 2005 : Quatre étoiles  de Christian Vincent
- 2007 : Ce soir je dors chez toi  d'Olivier Baroux
- 2008 : Aide-toi, le ciel t'aidera  de François Dupeyron
- 2008 : Incognito  d'Éric Lavaine
- 2008 : Le Transporteur 3  d'Olivier Megaton
- 2009 : Mensch  de Steve Suissa
- 2011 : Colombiana d'Olivier Megaton
- 2012 : Les Saveurs du palais de Christian Vincent
- 2013 : Angélique d'Ariel Zeitoun
- 2013 : The Love Punch de Joel Hopkins
- 2015 : L' Hermine de Christian Vincent

### Télévision
- 2011 : L'épervier  (série télévisée) de Stéphane Clavier
- 2015 : Chefs (série télévisée) d'Arnaud Malherbe
- 2015 : Le Bureau des Légendes (série télévisée) d'Eric Rochant

## Distinctions
- Césars 2004 - Nomination au César des meilleurs décors pour Monsieur N